# خيسا زاراغوزا
اسمها الحقيقي ريشيل آن لويولا (بالإسبانية: Richelle Ann Loyola)‏ وإسمها الفني خيسا زاراغوزا (بالإسبانية: Jessa Zaragoza)‏ وهي مغنية وممثلة فلبينية ولدت في يوم 31 يناير 1975 في الفلبين، حازت على عدة جوائز وقد مثلت في عدة مسلسلات وأفلام فلبينية.

## روابط خارجية
- خيسا زاراغوزا على موقع IMDb (الإنجليزية)
- خيسا زاراغوزا على موقع ميوزك برينز (الإنجليزية)
- خيسا زاراغوزا على موقع ديسكوغز (الإنجليزية)
- خيسا زاراغوزا على موقع قاعدة بيانات الفيلم (الإنجليزية)